# Luis Alberto Pérez-Rionda
Luis Alberto Pérez-Rionda (ur. 16 sierpnia 1969 w Matanzas) – kubański lekkoatleta (sprinter), medalista olimpijski z 2000.

## Kariera sportowa
Zajął 6. miejsce w sztafecie 4 × 100 metrów na igrzyskach olimpijskich w 1996 w Atlancie (sztafeta kubańska biegła w składzie: Andrés Simón, Joel Lamela, Joel Isasi i Pérez-Rionda). Na mistrzostwach świata w 1997 w Atenach kubańska sztafeta 4 × 100 metrów w składzie: Alfredo García, Misael Ortiz, Iván García i Pérez-Rionda zajęła 4. miejsce, a on sam odpadł w ćwierćfinale biegu na 100 metrów.
Pérez-Rionda zwyciężył w biegu na 100 metrów i w sztafecie 4 × 100 metrów na mistrzostwach Ameryki Środkowej i Karaibów w 1997 w San Juan. Zdobył złoty medal w sztafecie 4 × 100 metrów i brązowy w biegu na 100 metrów na igrzyskach Ameryki Środkowej i Karaibów w 1998 w Maracaibo. Wywalczył brązowy medal sztafecie 4 × 100 metrów (w składzie: Alfredo García, Ortiz, Pérez-Rionda i Anier García) na Igrzyskach Dobrej Woli w 1998 w Uniondale. Odpadł w półfinale biegu na 60 metrów na halowych mistrzostwach świata w 1999 w Maebashi. Na mistrzostwach świata w 1999 w Sewilli kubańska sztafeta 4 × 100 metrów w składzie: Alfredo García, Iván García, Pérez-Rionda i Yoel Hernández zajęła w finale 4. miejsce. Pérez-Rionda zajął 7. miejsce w finale biegu na 100 metrów podczas igrzysk panamerykańskich w 1999 w Winnipeg.
Zdobył srebrne medale w biegu na 100 metrów i w sztafecie 4 × 100 metrów na mistrzostwach ibero-amerykańskich w 2000 w Rio de Janeiro (sztafeta kubańska biegła w składzie: José Ángel César, Pérez-Rionda, Iván García i Freddy Mayola).
Sztafeta kubańska w tym samym składzie zdobyła brązowy medal podczas igrzysk olimpijskich w 2000 w Sydney. Na mistrzostwach świata w 2001 w Edmonton, również biegnąc w tym samym ustawieniu, odpadła w eliminacjach. Zajęła 4. miejsce na Igrzyskach Dobrej Woli w 2001 w Brisbane (w składzie: César, Pérez-Rionda, García i Juan Pita).
Był mistrzem Kuby w biegu na 100 metrów w 1996, 1997 i 1999.
Jego rekord życiowy w biegu na 100 metrów wynosił 10,11 s i został ustanowiony 30 czerwca 2001 w Hawanie.